# Pedro (1970)
Pedro (sinh ngày 11 tháng 5 năm 1970) là một cầu thủ bóng đá người Brasil.

## Sự nghiệp câu lạc bộ
Pedro đã từng chơi cho Nagoya Grampus Eight.